# Némethy Emil
Némethy Emil (Arad, 1867. február 17.–Budapest, 1943. november 6.) magyar gépészmérnök, feltaláló, a repülés egyik magyar úttörője.

## Életpályája
A Budapesti Műegyetemen gépészmérnöki diplomát szerzett. Papíripari gépek tervezésével foglalkozott. Japánba kapott meghívást, hogy a korszak európai papírgyártási technológiákat japán mérnöktársaival megismertesse. A program befejeztével 1897-ben az aradi papírgyár igazgatója lett. Az emberi repülés lehetőségének vizsgálatát szabadidejében végezte. A rendelkezésre álló szakirodalom segítségével a repülés elméleti és technikai kérdéseivel foglalkozott. A könnyűszerkezetű (fa, papír, bambusz) alapanyagok helyett, elsőként használt acélcsövet több repülőgép konstrukciójához, amivel évtizedekkel megelőzve Fokkert, a későbbi német konstruktőrt. Martin Lajos felismeréseitől függetlenül feltalálta a csűrőkormányt. Vascső építőelemeket, a csűrő alkalmazását nem szabadalmaztatta, ezért nem őt tartják nyilván, mint feltalálót. Csővázas repülőgépe a gyenge motorteljesítmény miatt csak szökdelésre volt képes. Elméleti számításaival kimutatta, hogy a repülőgép emelőerejét (felhajtóerő) a hordfelületet vagy a repülés sebességének növelésével lehet fokozni. Acélcsővázas repülőgép építését a hivatalos magyar kormánykörök nem támogatta, mecénást (támogatót) nem talált. Anyagi forrásai nem tették lehetővé, hogy kutatásainak eredményét a gyakorlatban is kipróbálhassa.
1911-ben Aurel Vlaicu Némethy-elvek szerint megépítette a Vlaicu II repülőgépét, amellyel 1912-ben két érmet nyert az ausztriai Aspernben rendezett repülőtalálkozón.

## Írásai
Tudományos értekezéseit, cikkeit külföldi szaklapokban jelentette meg.

## Külső hivatkozások
- Némethy Emil. kfki.hu. (Hozzáférés: 2014. január 22.)
- Némethy Emil. oszk.hu. (Hozzáférés: 2014. január 22.)

1. 1 2  Német Nemzeti Könyvtár: Integrált katalógustár (Németország) (német nyelven). Integrált katalógustár (Németország) . (Hozzáférés: 2014. május 5.)
2. ↑  Német Nemzeti Könyvtár: Integrált katalógustár (Németország) (német nyelven). Integrált katalógustár (Németország) . (Hozzáférés: 2015. január 1.)